# Bażantarnia (województwo mazowieckie)
Bażantarnia – osada leśna położona w województwie mazowieckim w powiecie radomskim w gminie Pionki.
W latach 1975–1998 miejscowość administracyjnie należała do województwa kieleckiego.